# Reuzenelandantilope
De reuzenelandantilope, Derbys elandantilope (Tragelaphus derbianus of Taurotragus derbianus) is een Afrikaanse antilope, verwant aan de elandantilope (Taurotragus oryx). De reuzenelandantilope is de grootste antilopesoort.

## Kenmerken
De reuzenelandantilope is een zeer groot holhoornig hoefdier. De vacht is zandgrijs tot roodbruin van kleur, met acht tot vijftien witte verticale strepen over het lichaam. Tussen de ogen loopt een witte U-vormige streep en op de wangen zitten witte vlekken. Over de rug loopt een zwarte streep, die overgaat in een korte maan. Volwassen mannetjes hebben een meer leigrijze vacht, een zwarte nek en een grote, hangende halskwab, van de kin tot de borst. De oren zijn groot en rond. Beide geslachten dragen hoorns. De hoorns van de reuzenelandantilope zijn langer, dunner en meer gekield dan die van de gewone elandantilope.
Mannetjes zijn groter dan vrouwtjes en hebben langere hoorns. Het mannetje heeft 80 tot 123 cm lange hoorns, een kop-romplengte van 240 tot 320 cm, een schofthoogte van 150 tot 180 cm en een lichaamsgewicht van 450 tot 907 kg, soms meer dan 1100 kg. Volwassen vrouwtjes hebben 80 tot 110 cm lange hoorns, een kop-romplengte van 210 tot 240 cm, een schouderhoogte van 140 tot 160 cm en een lichaamsgewicht van 300 tot 500 kg. De staart is 55 tot 78 cm lang.

## Verspreiding en leefgebied
De reuzenelandantilope leeft in beboste savannes nabij water. Het is meer een bosbewoner dan de gewone elandantilope. Hij komt voornamelijk voor in een strook van met Isoberlinia begroeide bosgebieden. Het verspreidingsgebied ligt in West-Afrika en het noorden van Centraal-Afrika, van Senegal via Kameroen, de Centraal-Afrikaanse Republiek, Noord-Congo-Kinshasa tot de Nijl in Zuid-Soedan.

## Leefwijze
De reuzenelandantilope leeft in kudden van maximaal zestig dieren. De kudde kan grote afstanden afleggen om water te vinden, maar de dieren kunnen voor langere tijd zonder water. Als mannetjes elkaar willen afbluffen, tonen ze hun grootte en de lengte van hun hoorns. Hij eet voornamelijk bladeren en knoppen van bomen en wat ruwere grassen, en in het regenseizoen ook jonge grassen en kruiden. Om bij de groene bladeren te komen worden takken met de hoorns afgebroken.

## Ondersoorten
Er zijn twee ondersoorten: de westelijke reuzenelandantilope (T.d. derbianus) en de oostelijke reuzenelandantilope (T.d. gigas). De westelijke ondersoort leeft ten westen van de rivier de Niger, de oostelijke ten oosten van die rivier.

## Bedreiging en bescherming
De westelijke ondersoort is door jacht in een groot deel van het oorspronkelijke verspreidingsgebied uitgestorven. Zij komt tegenwoordig enkel in Senegal en Guinee-Bissau voor. Met de oostelijke ondersoort is het beter gesteld, maar de populatie is kwetsbaar. Er zijn wereldwijd niet meer dan vijfduizend dieren in het wild, die leven in versnipperde populaties. Bijzonder genoeg vormt de legale trofeejacht de redding van deze soort. Het is een van de meest gewaardeerde jachtdieren, door de imposante grootte en de lengte van de hoorns. Door de hoge geldbedragen die worden geboden om een dier te mogen schieten, is het voor de landen van hoog economisch belang om duurzame populaties van de soort te hebben.